# Jan Frederik Willem Conrad
Jan Frederik Willem Conrad (Maastricht, 26 mei 1825 – Den Haag, 12 augustus 1902) was een Nederlands ingenieur. Hij was hoofd-inspecteur van Rijkswaterstaat en lid van de Tweede Kamer en de Provinciale Staten van Zuid-Holland.
Hij was de oudste zoon van waterbouwkundige Jan Willem Conrad. Omstreeks 1845 werd hij benoemd tot 'adspirant-ingenieur' van Rijkswaterstaat, waar hij opklom tot inspecteur, totdat hij, als hoofd-inspecteur, op 1 november 1891 ontslag nam. Een van zijn eerste werken als ingenieur is de schutsluis aan het Noordhollandsch Kanaal, die in 1864 geopend werd, en waarvoor hij benoemd werd tot ridder in de Orde van de Nederlandse Leeuw. Vanaf dat moment was Conrad bij vrijwel alle grote waterbouwkundige werken betrokken; niet alleen in Nederland, maar ook daarbuiten. In 1868 werd hij belast met de beoordeling van een haven op Jutland. Het jaar daarop werd hij benoemd tot lid van de commissie die de mogelijkheid van afdamming van het Slaak onderzocht en in 1870 van de commissie ter beoordeling van het plan-Bos met betrekking tot de inpoldering van de Zuiderzee. De plannen voor de verbetering van het Hellegat waren vooral aan hem te danken. Ook vertegenwoordigde hij Nederland bij de regeling van het Kanaal Gent-Terneuzen en de bedijking van het Zwin. Verder was Conrad voorzitter van de commissie voor het plan-Waldorp voor het Amsterdam-Rijnkanaal en later van de commissies voor het nieuwe scheepvaartkanaal en een nieuwe waterweg van Rotterdam naar Amsterdam. Ook was hij lid van de commissie ter beoordeling van de Nieuwe Waterweg en was hij belast met de uitvoering van het Merwedekanaal. 

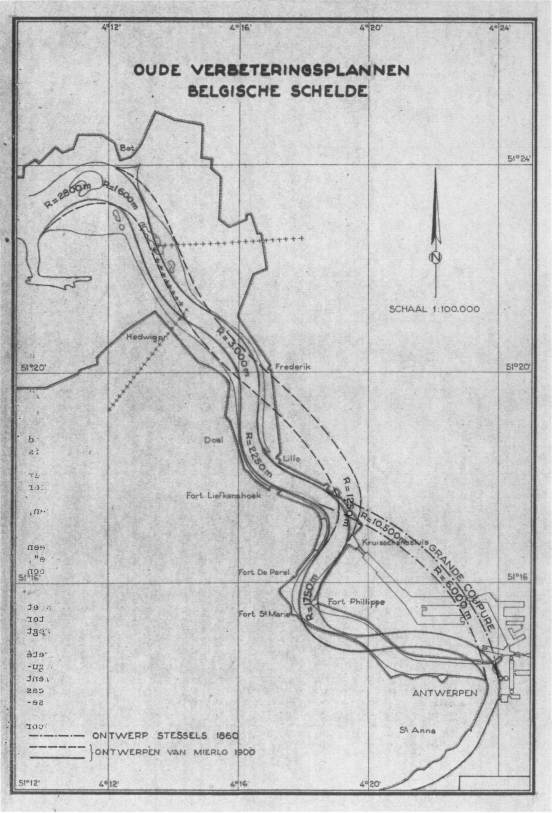
verbeterplannen voor de Schelde tussen Antwerpen en de grens

In 1898 ontving hij met ir J.W. Welcker, een opdracht van de gemeente Antwerpen over de plaats van de „grande coupure", deze werd door de Belgische regering voorgesteld. Hun rapport verscheen in 1899, gevolgd, vooral naar aanleiding van een antwoord van Prof. Franzius te Bremen, door een tweede rapport van 1900. Welcker heeft over dit ontwerp in de Instituutsvergadering van April 1901 het een en ander medegedeeld, terwijl hij daarop is teruggekomen in die van juni 1905. De Nederlandse rapporteurs beschouwden de grote doorsteek, die men beneden Antwerpen wil maken, vooral als schadelijk tijdens de aanleg. Uiteindelijk is deze rivierverlegging niet in deze vorm uitgevoerd maar zijn er aan weerszijden van de Schelde dokhavens aangelegd..
Hij was lid van de internationale commissie voor het Suezkanaal (dit is de commissie die als gevolg van de Conventie van Constantinopel van 1888 een vrije doorgang door het Suezkanaal moest garanderen) en vertegenwoordigde de Nederlandse regering op verschillende scheepvaartcongressen.
Daarnaast deed Conrad werk voor het Koninklijk Instituut van Ingenieurs, waarvan hij jarenlang voorzitter was, en voor de Nederlandse Maatschappij tot Bevordering der Nijverheid, waarvan hij een van de directeurs en jarenlang voorzitter was.

## Familie
- Voor familierelaties zie Conrad

## publicaties
- Lijst van publicaties van Jan Willem Frederik Conrad Digitaal Trésor der Hollandsche Waterbouw;
- Hij heeft een grote collectie cartografisch materiaal aangelegd; deze collectie is online te raadplegen via https://searchworks.stanford.edu/?f%5Bcollection%5D%5B%5D=vt578hf4454

- Biografisch Portaal: 17315987
- Digitale Bibliotheek voor de Nederlandse Letteren: conr006
- Gemeinsame Normdatei: 1114670200
- Nederlandse Thesaurus van Auteursnamen: 069756627
- Parlement.com: vg09lkz8s8z6
- Virtual International Authority File: 284837778
- WorldCat: E39PBJvhkgtQkvpcW8YcJmhCQq